# Шестаков, Сергей Петрович
Серге́й Петро́вич Шестако́в (1 (13) августа 1864, Казань — 11 ноября 1940, там же) — русский советский историк и филолог-классик, византинист.

## Биография
Родился в семье Петра Дмитриевича Шестакова. Старший брат Дмитрия Петровича Шестакова.
Профессор Казанского университета, член-корреспондент Петербургской Академии наук с 3 декабря 1916 года (по разряду классической филологии и археологии).
Окончил историко-филологический факультет Казанского университета, где затем преподавал.
Две основные его монографии посвящены проблемам греческой литературы. В 1892 году защитил магистерскую работу «О происхождении Одиссеи», а в 1898 году — докторскую «О происхождении Илиады».
С воссозданием в 1906 году Высших женских курсов в Казани преподавал там греческий язык и историю греческой литературы, с 1912 года читал и курс истории Византии, а в 1916 году вёл курс латинского языка и практические занятия по чтению греческих и латинских авторов.
В 1911—1916 годах — директор Высших женских курсов. Преподавал там до закрытия курсов в 1918 году.

## Адреса
- 1-я Гора, дом Соколова[1].
- 3-я Гора, дом Шестакова[2].

## Основные работы
- «О происхождении поэм Гомера» (вып. 1—2, 1892—1899)
- «Византийский тип Домостроя и черты сходства его с Домостроем Сильвестра» // «Византийский временник», 1901, т. 8
- «Красноречие у древних греков в его влиянии на историческую литературу» // «Филологическое обозрение», 1902, т. XXI
- «Очерки по истории Херсонеса в VI—X вв. по Р. X.» (1908, вып. 3 в сер. «Памятники христианского Херсонеса»)
- «Оксиринхский историк» // «Журнал Министерства народного просвещения», 1909, № 11—12
- «История греческого красноречия» // «Учёные записки Казанского университета», 1911, № 8—11
- «Речи Либания. Т.I-II» (1914-1916)
- «Лекции по истории Византии. Т. 1» (1915)